# Bignonieae
Bignonieae es una tribu con  46 géneros  de árboles pertenecientes a la familia Bignoniaceae.

## Géneros
Adenocalymma - Amphilophium - Anemopaegma - Arrabidaea - Bignonia - Callichlamys - Ceratophytum - Clytostoma - Cuspidaria - Cydista - Distictella - Distictis - Dolichandra - Fridericia - Gardnerodoxa - Glaziova - Haplolophium - Leucocalantha - Lundia - Macfadyena - Macranthisiphon - Manaosella - Mansoa - Martinella - Melloa - Memora - Mussatia - Neojobertia - Parabignonia - Paragonia - Periarrabidaea - Phryganocydia - Piriadacus - Pithecoctenium - Pleonotoma - Potamoganos - Pseudocatalpa - Pyrostegia - Roentgenia - Saritaea - Spathicalyx - Sphingiphila - Stizophyllum - Tanaecium - Tynanthus - Xylophragma